# Sergei Gorlatch
Sergei Gorlatch (eigentlich Sergej Gorlač; * 27. August 1957 in Kiew) ist ein ukrainischer Informatiker und Professor für Praktische Informatik.

## Leben
Nach Abschluss seines Mathematik- und Informatikstudiums zwischen 1974 und 1979 an der Universität Kiew wurde Gorlatch wissenschaftlicher Mitarbeiter und später Projektleiter beim  Institut für Kybernetik der Ukrainischen Akademie der Wissenschaften in seiner Heimatstadt. Zu seinen Aufgaben zählte dabei bis 1990 auch die Entwicklung von Software für den sowjetischen Rechnertyp ES-1766. 1984 promovierte er.
Gorlatch war seit 1991 an der Universität München und zwischen 1992 und 1999 an der Universität Passau tätig. Dort habilitierte er sich 1998. Im September 2000 wurde Gorlatch auf den Lehrstuhl für Parallele und verteilte Programmierung an der TU Berlin  berufen.
Seit 2004 ist Gorlatch Hochschullehrer für Praktische Informatik an der Westfälischen Wilhelms-Universität in Münster.
Er machte sich vor allem im Bereich paralleler und verteilter Systeme einen Namen.